# انجامينا فارا
نجامينا فارا هي محافظة فرعية التابعة لمحافظة حراز البيار في إقليم حجر لميس في تشاد .  